# Hermachura leuderwaldti
Hermachura leuderwaldti là một loài nhện trong họ Nemesiidae.
Hermachura leuderwaldti được miêu tả năm 1923 bởi Mello-Leitão.